# Portrait sépia
 (août 2024).
Si vous disposez d'ouvrages ou d'articles de référence ou si vous connaissez des sites web de qualité traitant du thème abordé ici, merci de compléter l'article en donnant les références utiles à sa vérifiabilité et en les liant à la section « Notes et références ».
Portrait sépia (titre original : Retrato en Sepia) est un roman de l'écrivaine chilienne Isabel Allende, publié en 2000.

## Résumé
Le roman se déroule pendant la guerre du Pacifique.
En 1880, à San Francisco, Matiás et Lynn donnent naissance à une fille, Aurora. Après le départ de Matiás pour l'Europe, Sévéro, le cousin de Lynn, épouse celle-ci et accepte Aurora comme sa propre fille. Après le décès de Lynn, Aurora est élevée par ses grands-parents maternels, Eliza et Tao Chi'en, avant d'être confiée à Paulina, sa grand-mère paternelle, qui l'emmène au Chili. Passionnée par la photographie, Aurora traverse diverses épreuves, dont un mariage malheureux, avant de trouver refuge auprès du chirurgien de Paulina.

### Composition
Le roman est divisé en trois parties : 
- 1862-1880 : histoire précédant la naissance d'Aurora.
- 1880-1896 : jeunesse d'Aurora.
- 1896-1910 : vie adulte d'Aurora, à partir de son mariage.